# Syndicate Wars
Syndicate Wars е третото заглавие от поредицата игри Syndicate разработени от Bullfrog Productions през 1996 г. Игрите са предназначени за MS-DOS, Sony PlayStation и също така за Sega Saturn, но версията за нея така и не се появява на пазара.

## История
Syndicate Wars е повече продължение на историята от Syndicate отколкото изцяло нова игра. В началото на играта, главният герой, контролиращ огромна корпорация на име „Eurocorp Syndicate” е в разцвета на силите си. Корпорацията, която той управлява е съюз от компании контролиращи света чрез технологии за контрол на съзнанието на хората. Решенията, които корпорацията взима се контролират от устройства с изкуствен интелект, свързани чрез световна мрежа за комуникации. В самото начало на играта, величието и мощта на корпорацията са застрашени от компютърния вирус „Harbinger”, засягащ главно имплантираните в хората, устройства за масов контрол. Група от новоосвободили се хора, така наречените „неуправляеми“, решават да се обединят във военен съюз. В началните мисии те се появяват само като отделни не толкова опасни обекти, но впоследствие те формират добре структурирана военна милития. Повредите, нанесени от вируса върху глобалната мрежа водят до срив в комуникациите на Синдиката с отделните станции, контролиращи съзнанието на хората. Лондонската секция на Синдиката опитва да си върне контрола чрез тежко въоръжени и добре обучени агенти готови на всичко, за да изпълят мисията си. Вследствие на това започват размирици и въоръжени конфликти между агентите на Eurocorp и „Църквата на новата епоха“, (водена от група на име „Деветте“). Harbinger е първата стъпка към промяната на познатия дотогава световен ред. След като вече промяната е започнала, главният герой бива въвлечен в мисии с цел намиране на партньори в лицето на съб-корпорации търсещи независимост и подкрепящи общата кауза.

## Облик
Syndicate Wars запазва изометричния вид от Syndicate, но също така позволява и завъртане на изгледа върху картата. Като цяло контролът върху единиците агенти е същия като в по-старите версии на играта, базиращ се на комбинация от клавишите на клавиетурата и движенията на мишката. Агентите могат да бъдат командвани поотделно или като групи, с прости команди, определящи по позицията им и нужното действие. Също така има и опция за тяхното поведение (пасивно, или враждебно). Както може да се види, героят има достъп до цялата карта на нивото от самото му начало. Това в повечето случаи, позволява на играча да си изгради стратегия и да планира бъдещите си ходове в нивото. Поради тази причина той има представа за съпротивата срещу, която трябва да се изправи още преди началото на самото ниво, което му дава лека преднина в битката.

## Тактики
Относително простото управление на Syndicate Wars не дава голям избор за сложни тактики в пехотата. Бойните тактики в играта обикновено се свеждат до атакуване на малки групи агенти (в повечето случаи един или двама) от съпротивата. Дори с възможност за контролиране на само с четири агента, играчът винаги числено превъзхожда вражеския отбор, което му позволява лесно да елиминира врага, чрез позициониране на по-тежко въоръжените си единици на предна линия. В някои от случаите, използването на терена на картата е от жизненоважно значение, като например атакуване на целта от големи разстояния или осигуряване на периметъра чрез минни устройства.

## Оръжия
Наборът на оръжия в Syndicate Wars е почти същия като този в предишните игри, състоящ се главно от малки ръчни оръжия. В началото, героят стартира с пистолет, избран заради добрите си качества и обсег на стрелба. Впоследствие, играчът може да избира от автоматични оръжия с много по-голям обсег на стрелба до оръжия за масово унищожение (лазерно и гравитационно оръдие). В тази игра няма нужда от амуниции, защото всеки агент е снабден с малък реактор генериращ енергия за оръжията. Следователно, колкото е по-ефикасно едно оръжие, толкова повече енергия изисква. В по-късните етапи на играта, героят може да използва всички вражески оръжия намерени на бойното поле и да ги репройзвежда чрез помощта на екип от инженери работещи за него. Всяко вражеско оръжие може да бъде използвано само по веднъж освен ако не е било преработено от инженерните екипи. Голяма част от пейзажите в Syndicate Wars може да бъде разрушена с помощта на пластични експлозиви и ядрени гранати, коиот могат да бъдат използвани за разрошаването на сгради и пътища.

## Превозни средства
Някои от наземните превозни средства в Syndicate Wars са взети директно от друга игра на Bullfrog — Hi-Octane, докато други са точно като тези познати ни от Syndicate; тук обаче тяхната издръжливост варира според вида им, но всички разполагат с неограничен брой места за агенти. В играта също така е добавена група въздушни превозни средства, които се използват от вражеските сили, но могат да бъдат превземани и използвани от играча в бъдещи мисии. Превозните средста са самоуправляеми, играчът просто трябва да избере нужното му място и да изчака, докато то бъде достигнато без да има нужда от допълнителна намеса.

## Мисии
Мисиите в играта често не се различават толкова в крайната им цел, колкото в сложността и тактиките за атака. Въпреки че картите на нивата не се различават много една от друга, пейзажите на градовете (сгради, пътища, паркове) се различават много един от друг.

## Игра в мрежа
Syndicate Wars позволява групова игра в LAN мрежа, но също може да се играе online с помощта на DOSBox или Hamachi